# Contea di São Miguel
La contea di São Miguel (in creolo capoverdiano San Migel) è una contea di Capo Verde con 15 648 abitanti al censimento del 2010.
È situata sull'isola di Santiago. L'economia della contea è basata su agricoltura, pesca e turismo; la maggior parte della popolazione vive nelle campagne.
La contea confina a nord e ovest con la contea di Tarrafal, a ovest e sud con la contea di Santa Catarina, a sud e sudest con la contea di Santa Cruz e a est con l'oceano Atlantico.